# Wierch pod Fajki
Wierch pod Fajki (słow. Vrch pod Fajki, niem. Orgelpfeifen, węg. Orgonasípok, 2138 m n.p.m.) – dwuwierzchołkowy szczyt w północnej grani Skrajnego Granatu biegnącej od Skrajnego Granatu w kierunku Żółtej Turni (na północ od wschodniej grani Świnicy, wzdłuż której prowadzi szlak Orlej Perci). Znajduje się w tej grani między Pańszczycką Przełęczą (2115 m) a Żółtą Przełęczą (2026 m). Wschodnie ściany opadają do Pańszczycy, zachodnie do Kotła Czarnego Stawu Gąsienicowego. Mają wysokość około 200 m. Ściana zachodnia ograniczona jest żlebami spadającymi z Żółtej i Pańszczyckiej Przełęczy. Na samej jej górze tkwi lita skała o wysokości 30 m, opadająca na płytowy zachód, poza tym ściana jest skalisto-trawiasta. W dolnej części ma 2 żebra; lewe to Filar Fajek (ponad nim jest turniczka), w prawym, bardzo kruchym, znajdują się dwie urwiste turnie. Żebra oddziela głęboko wcięty i kruchy żleb, u góry przechodzący w pionowy komin.
Z Wierchu pod Fajki wyrastają liczne skalne formacje. Najwyższy południowo-wschodni wierzchołek (2138 m) znajduje się w środkowej części grani. Jest trudno dostępny (II stopień trudności w skali tatrzańskiej). Łatwiej dostępny jest niższy, północno-zachodni wierzchołek (2135 m) znajdujący się bliżej Żółtej Przełęczy, z tego też powodu przez W.H. Paryskiego uznawany był za główny.
Od wierzchołka północno-zachodniego na północny zachód odchodzi grzęda, w której kulminuje Pańszczycka Turnia (2106 m), oddzielona Przełączką pod Fajki. Na północny wschód odchodzi druga, krótka grzęda, tworząca obramowanie dla żlebu spadającego z Przełączki pod Fajki. Wierch pod Fajki jest więc szczytem zwornikowym.
Polska nazwa nawiązuje do „fajek”, czyli turni występujących w grani. Niemiecką i węgierską nazwę wprowadził Gyula Komarnicki w 1918 r. – jego motywy nie są znane, obie oznaczają bowiem „piszczałki organowe”.
Pierwsze wejścia
- Na północno-zachodni wierzchołek (niższy): Janusz Chmielowski i Jan Bachleda Tajber, 17 lipca 1895 r.,
- Na południowo-wschodni wierzchołek: Janusz Chmielowski i Józef Gąsienica Tomków, 2 sierpnia 1908 r.,
- Zimą (obydwa wierzchołki): Jerzy Cybulski, Józef Lesiecki, Stanisław Zdyb, 22 lutego 1910 r.[4]

Taternictwo;
Nie prowadzi przez niego żaden szlak turystyczny, ale dopuszczalna jest wspinaczka skalna (jednak tylko od strony Doliny Gąsienicowej). Wierch pod Fajki jest popularnym miejscem wspinaczek taterników w tej dolinie. Jego zaletą jest brak kruszyzny, uroda szczytowej grani i dość spora ekspozycja.
Drogi wspinaczkowe:
- Granią z Pańszczyckiej Przełęczy: II, czas przejścia 30 min,
- Prawy Święcicki lub Pojutrze na Fajkach; V, 3 godz., klasycznie IX,
- Lewy Święcicki lub Jutro na Fajkach; IV, klasycznie VII, 2 godz.,
- Prawym żebrem; 0+, w jednym miejscu II, 30 min,
- Lewym żebrem zachodniej ściany, Filar Fajek; II, jedno miejsce III, jedno miejsce IV, 1 godz.,
- Grań Fajek (z Żółtej Przełęczy na Pańszczycką Przełęcz); II, 1 godz.,
- Wschodnią ścianą; III, 1 godz.[3]

## Galeria

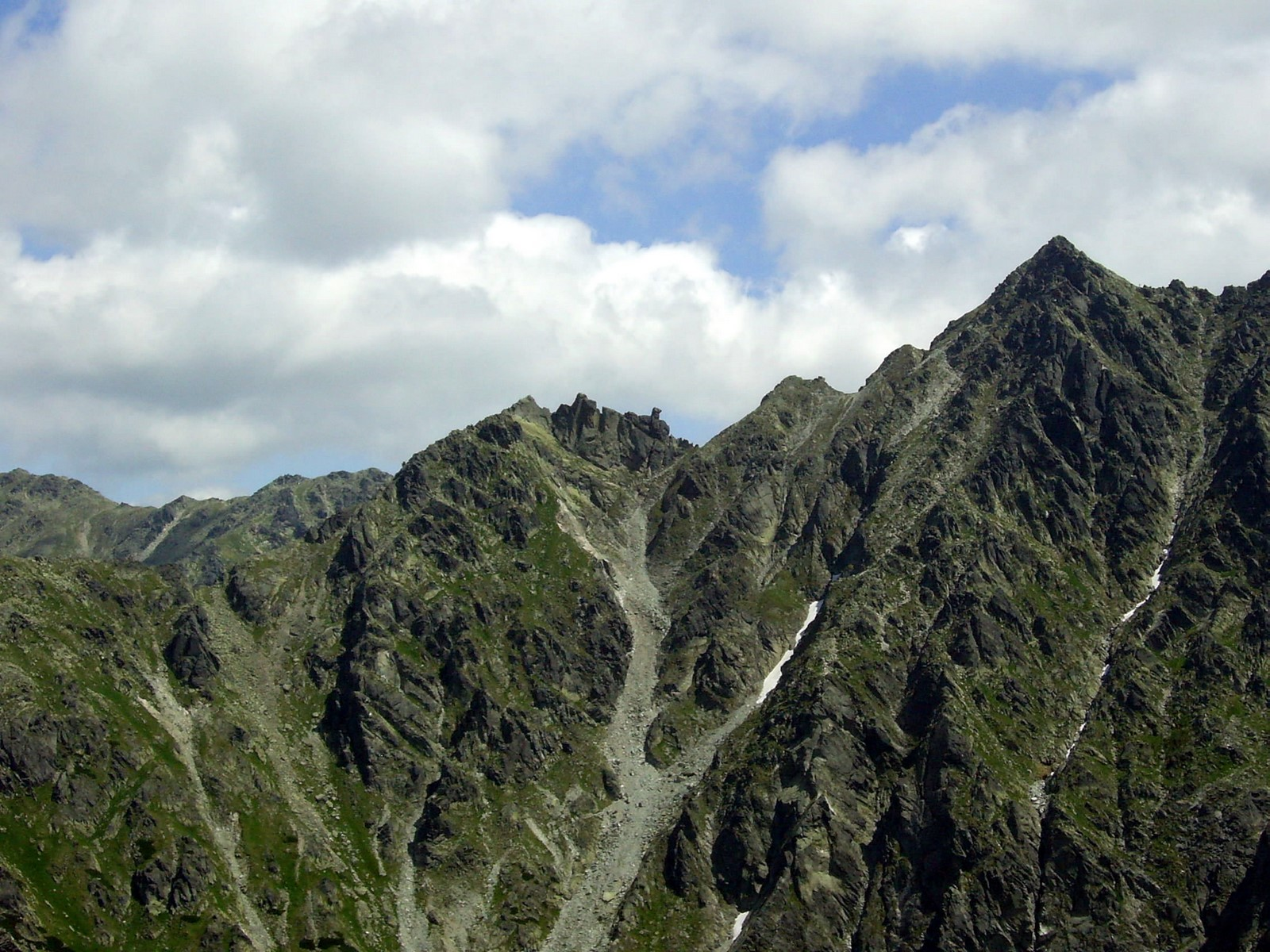
W środku Wierch pod Fajki
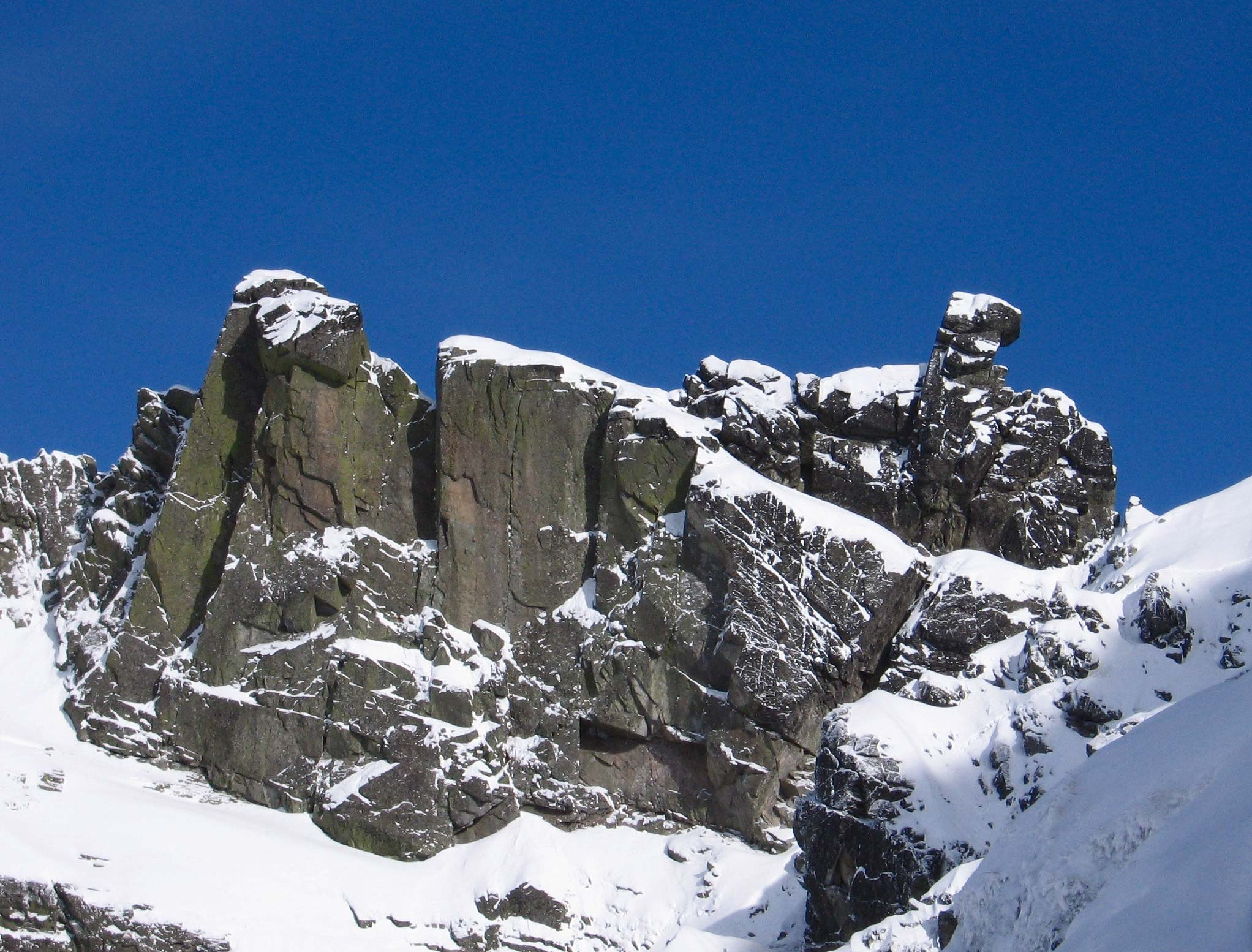
Wierch pod Fajki zimą
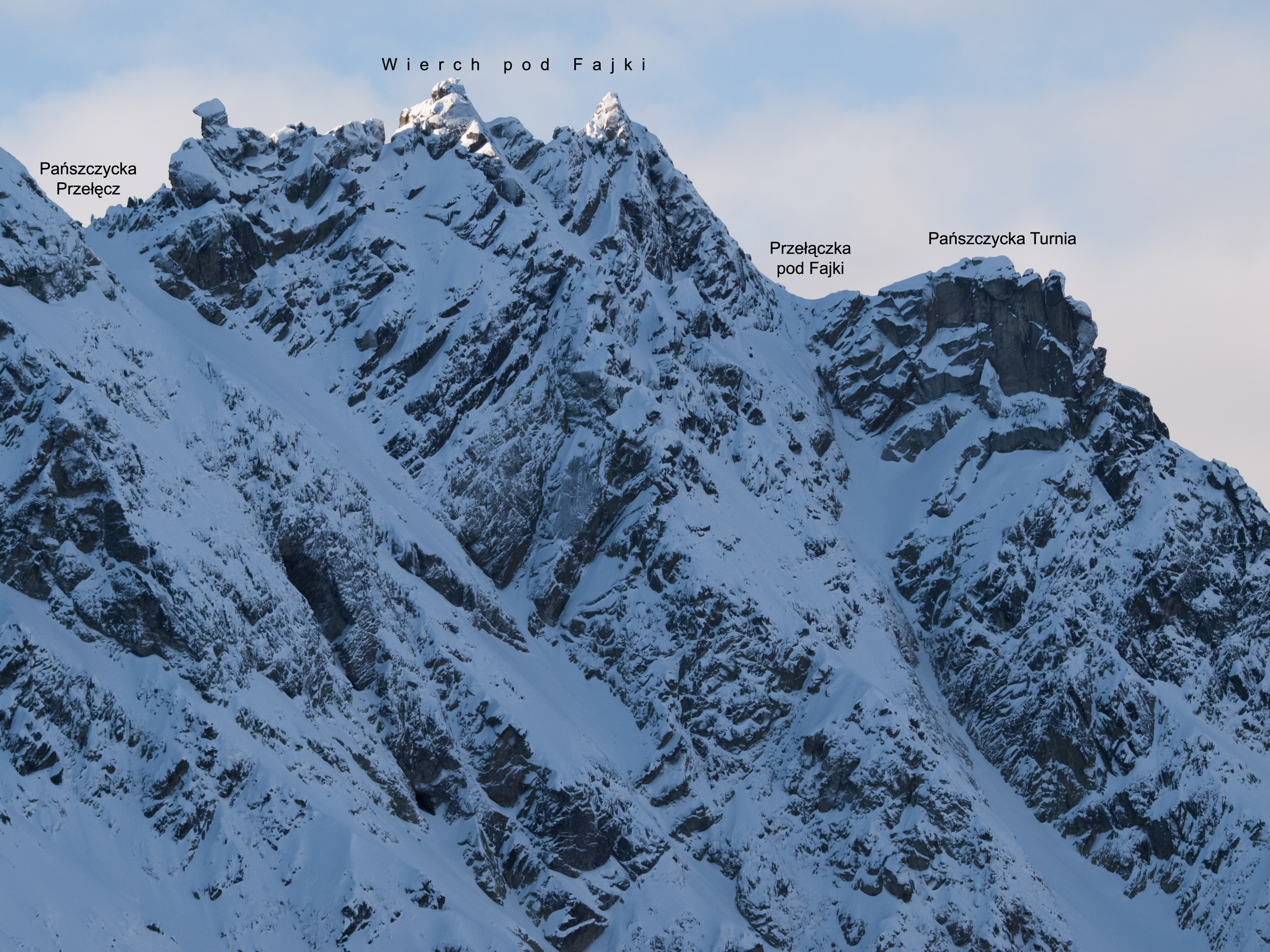
Widok z Pańszczycy
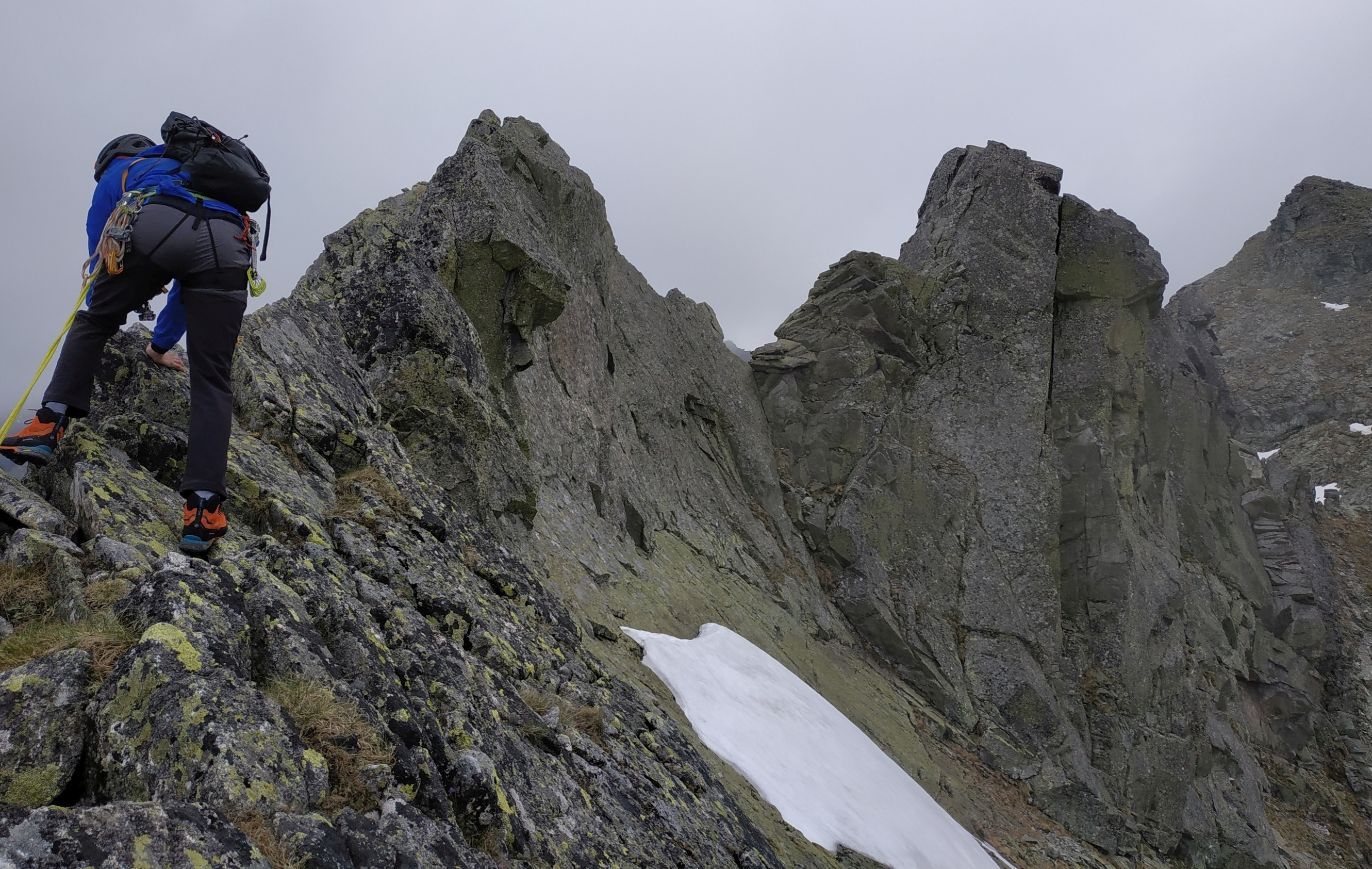
Przejście granią
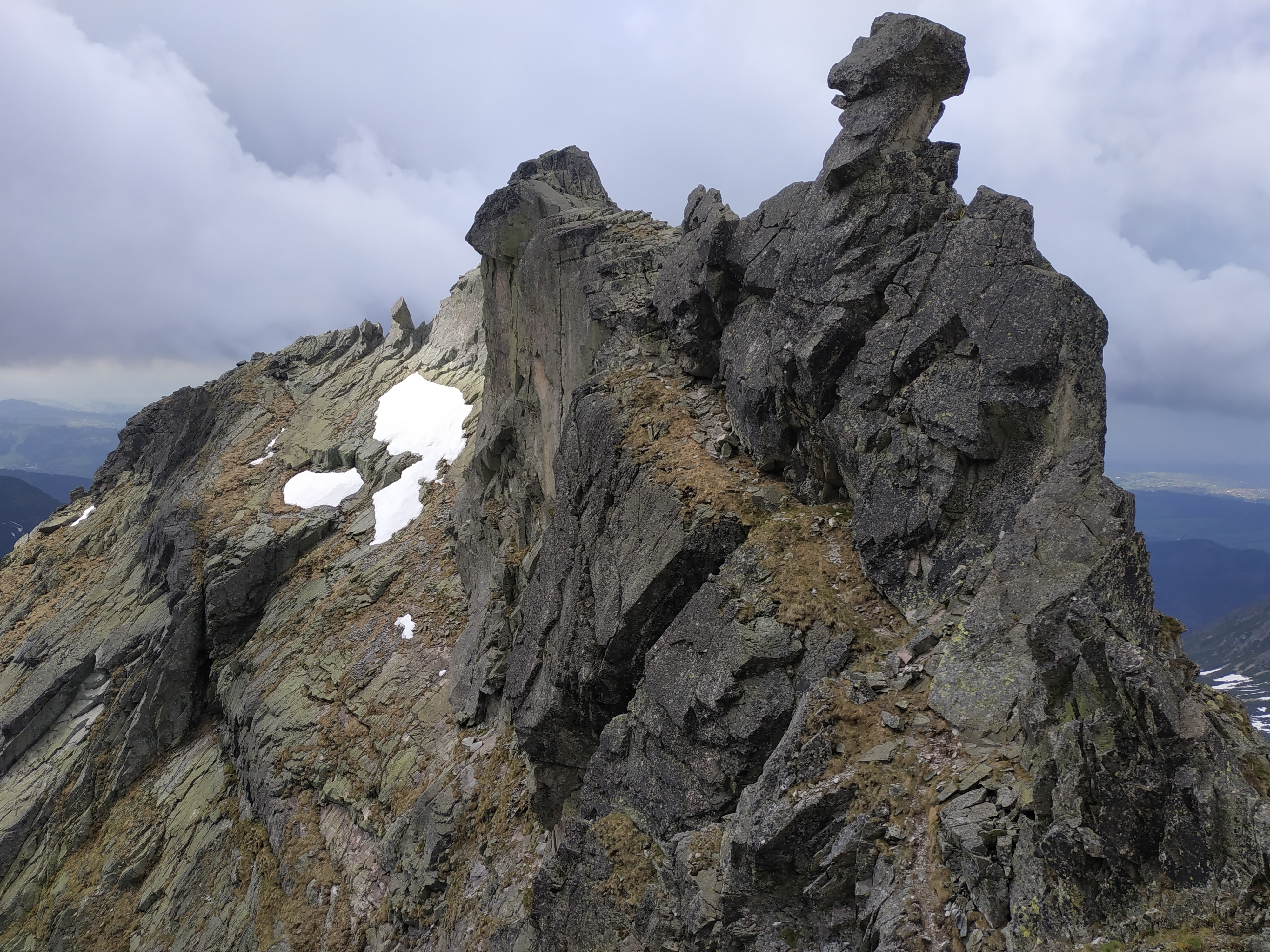
Wierch pod Fajki
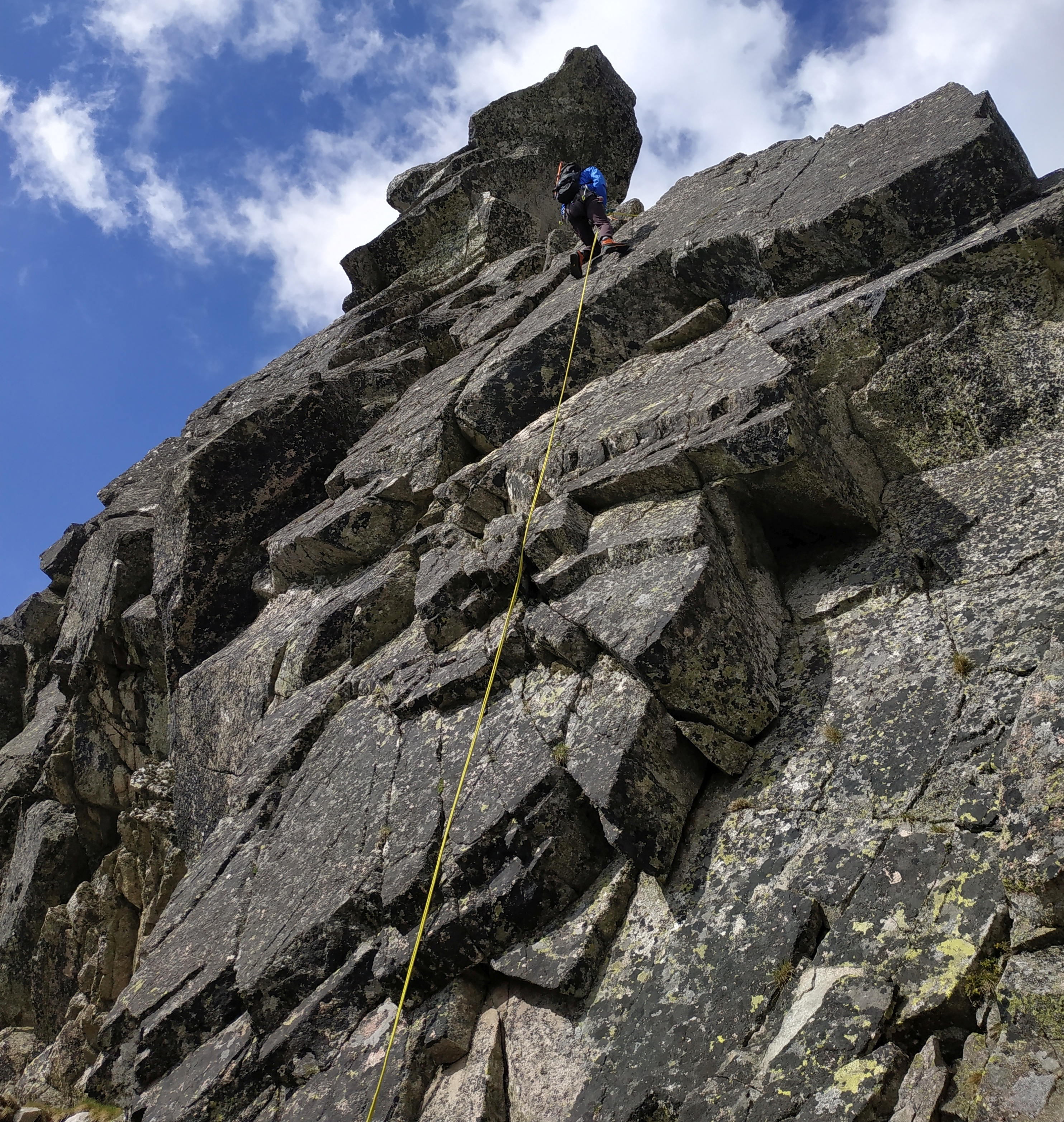
Przejście granią
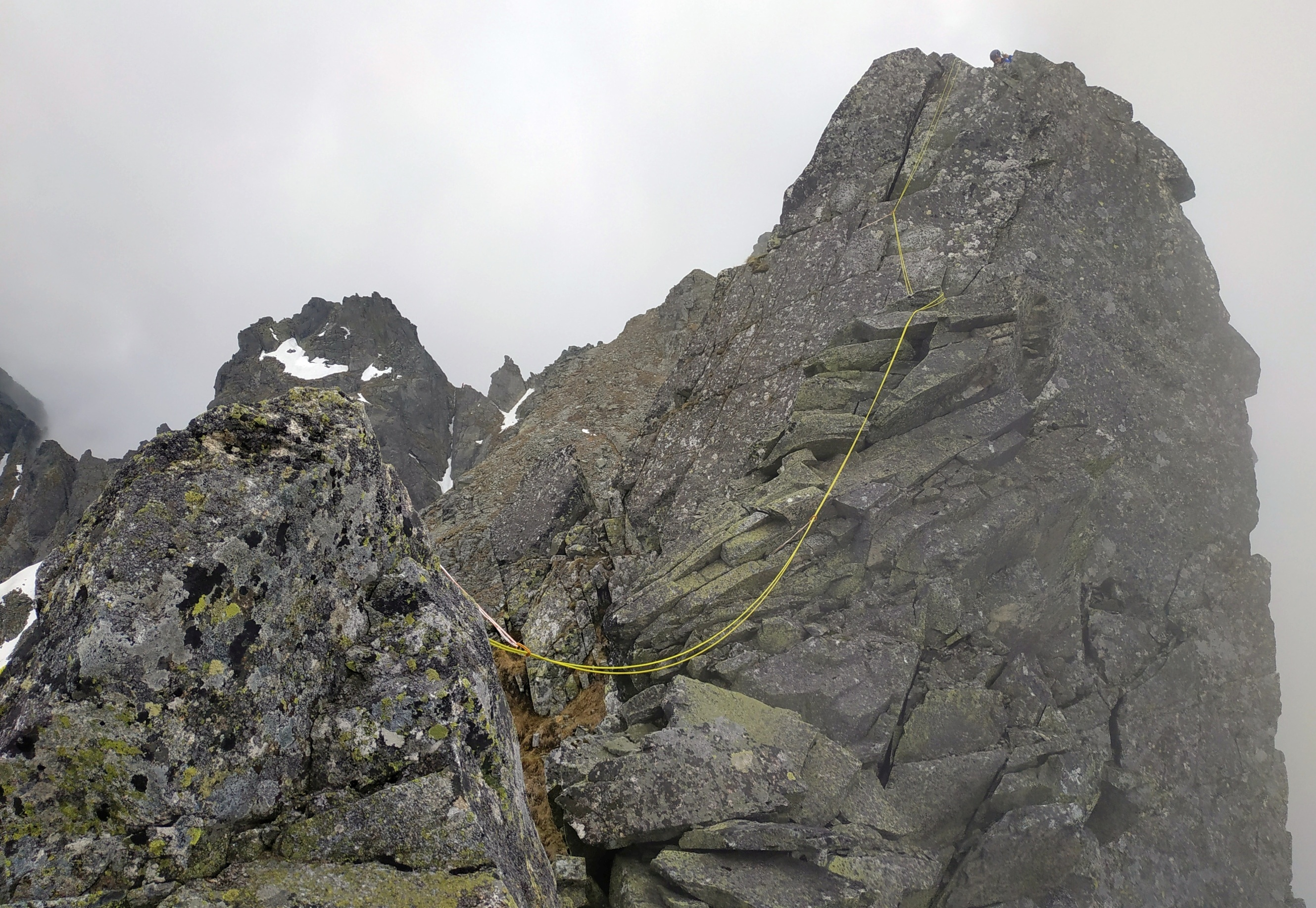
Przejście granią
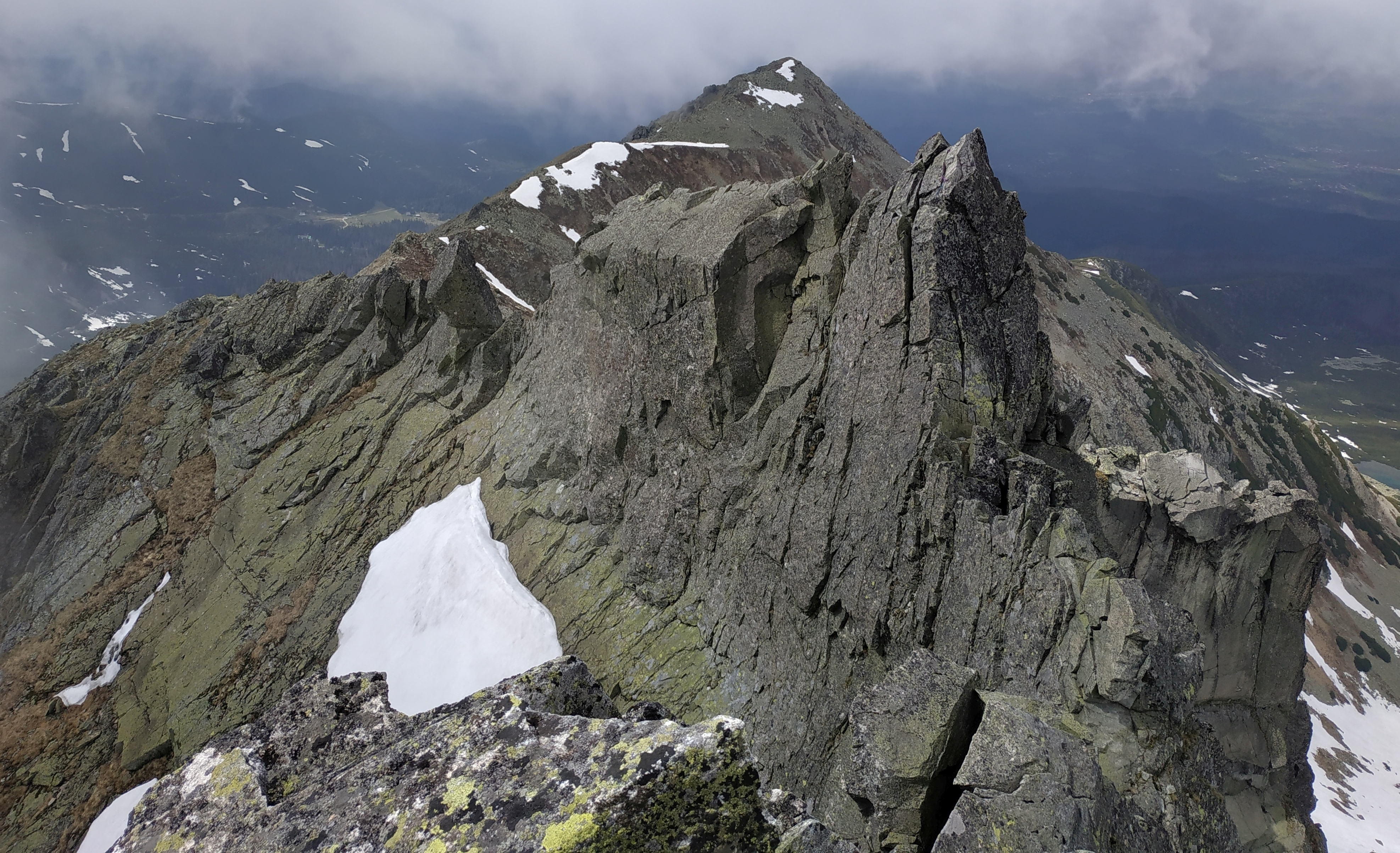
Wierch pod Fajki i Żółta Turnia